# Vicente Silió
Vicente Silió Beleña (Valladolid, 1892-Fuenterrabía, 2 de julio de 1972), historiador español, hijo del político e historiador César Silió.

## Biografía
Hijo del historiador y político César Silió, mano derecha y ministro de Antonio Maura, marchó a estudiar Derecho al Colegio de España de la Universidad de Bolonia y posteriormente vivió en Roma y París. De regreso a España fijó su residencia entre Madrid y Fuenterrabía, donde se dedicó a uno de sus pasatiempos favoritos, la natación; fue precisamente practicando la misma en la playa cuando le sobrevino el ataque al corazón que acabó con su vida. No perteneció a ninguna academia, pero sus obras fueron muy valoradas y el gobierno sueco le ofreció una cátedra en la Universidad de Upsala. 
Escribió Historia de España y América y su obra maestra, Un hombre ante la Historia, que empezó a escribir en verano de 1939, cuando tenía cuarenta y seis años, y concluyó el 14 de agosto de 1963; consta el trabajo de 15 000 cuartillas que luego quedaron en tres gruesos volúmenes de novecientas páginas cada uno. En ella realizaba detallados y prolijos juicios sobre diversos episodios y momentos históricos que, según Miguel Delibes, eran «casi siempre lógicos, indefectiblemente agudos y perspicaces».

## Obras
- Historia de España y América
- Un hombre ante la Historia, Madrid: Editorial Hispania, 1965, 3 vols.; reimpreso en Madrid: Alimara, 1966, 3 vols.
- Nuevo manual de Historia de España, Madrid: Edic. Iberoamericanas, 1969.

- Datos: Q5642892